# Галахическое государство
Галахическое государство (ивр. מדינת הלכה‎, Medinat Halakha) — еврейское государство, управляемое галахой, еврейским религиозным законом.

## Общественное мнение
Опрос общественного мнения, опубликованный в марте 2016 года исследовательским центром Pew Research Center, показал высокую поддержку галахического государства среди религиозных израильских евреев. Опрос показал, что 86% израильских евреев-харедим и 69% нерелигиозных евреев-нехаредим поддерживают создание галахи в правовом кодексе Израиля, в то время как 57% традиционных евреев и 90% светских евреев выступают против такого шага. В то время харедим (ультраортодоксальные евреи) составляли 8% всех израильтян, дати (ортодоксальные евреи) 10%, масортим (традиционные евреи) 23% и хилони (светские евреи) 40%. Большинство израильских еврейских групп согласились с тем, что Израиль может быть как еврейским, так и демократическим государством. На вопрос, предпочли бы они демократические принципы или галаху (религиозный закон), если бы они когда-либо конфликтовали, 62% всех израильских евреев вместе взятых поддержали демократические принципы; однако предпочтение галахи было очень высоким среди харедим (89%), а среди светских евреев очень низким (1%).

## Поддержка еврейских религиозных лидеров
Менахем-Мендель Шнеерсон выступал за превращение Израиля в галахическое государство ещё до прихода Мессии.

## Поддержка членов Кнессета и израильских судей
В 2009 году министр юстиции Яаков Неэман заявил, что «шаг за шагом закон Торы станет обязательным законом в Государстве Израиль. Мы должны восстановить традиции наших предков, учение раввинов веков, потому что они предлагают решение всех проблем, с которыми мы сталкиваемся сегодня». Позже он отказался от своего заявления. По словам лауреата Премии Израиля 2002 года Нахума Раковера, получившего премию Якир Йерушалаим за исследование применения еврейского закона в правовой системе, мнение Неэмана не было чем-то новым. Он сказал, что эта идея поддерживается Законом об основах права, принятым в 1980 году, который побуждает судей использовать еврейский закон в своих решениях. Ицхак Кахан, бывший председатель Верховного суда Израиля, рекомендовал применять еврейский закон даже в случаях существующего прецедента, хотя его мнение не было принято, а бывшие министры юстиции Шмуэль Тамир и Моше Ниссим выступали за обучение судей и адвокатов еврейскому закону, чтобы обеспечить их необходимыми знаниями для реализации закона.
В июне 2019 года лидер ткумы Бецалель Смотрич провёл кампанию в Министерстве юстиции, заявив, что он искал портфель для «восстановления системы правосудия Торы». Премьер-министр Биньямин Нетаньяху дистанцировался от комментариев и назначил на пост открытого гея депутата Кнессета Амира Охана.
В августе 2019 года Смотрич заявил: «Мы [ортодоксальные евреи] все хотели бы, чтобы Государство Израиль управлялось в соответствии с Торой и еврейскими законами, просто мы не можем, потому что есть люди, которые думают иначе, чем мы, и мы должны ладить с ними».

## Законопроект о национальной идентичности
В 2014 году кабинет министров Израиля выдвинул законопроект о национальном государстве, в котором Израиль определялся бы как «национальное государство еврейского народа», а также говорилось, что еврейский закон будет «источником вдохновения» для Кнессета. Это было воспринято неортодоксальными евреями как шаг к обеспечению соблюдения ортодоксальной галахи как закона страны. Однако в окончательный вариант закона этот предложенный пункт не вошёл.